# Wolfgang Ramsbott
Wolfgang Ramsbott (* 7. Juli 1934 in Hamburg; † 30. Mai 1991 in Berlin) war Professor für Experimentalfilm an der Universität der Künste Berlin.

## Leben und Werk
Ramsbott war nach dem ersten juristischen Staatsexamen von 1960 bis 1962 zunächst als Referendar tätig und wurde zudem Mitarbeiter der Zeitschrift twen. Zwischen 1962 und 1965 arbeitete er als Bildredakteur für die Zeitschrift magnum. 1964 wurde er mit der Leitung der Filmabteilung des Literarischen Colloquiums in Berlin betraut, die er bis 1982 innehatte. Von 1965 bis 1968 war Ramsbott als Gastdozent für experimentellen Film an der Hochschule für Bildende Künste in Hamburg tätig. Seit 1973 hatte er eine Professur für Filmgestaltung an der Universität der Künste Berlin inne und war seit 1984 Mitglied der Akademie der Künste.
Neben seinen experimentellen Filmen veröffentlichte Wolfgang Ramsbott Darstellungen zur Filmkunst, unter anderem Chronologie kinetischer Kunst (1959), Film (1977), Filmzensur durch Filmbewertung – Filmzensur durch Filmförderung (1983). Ramsbott wurde verschiedentlich für seine Arbeiten geehrt, so zum Beispiel durch den Photopreis modern photography (New York 1959) und den Goldenen Löwen der Biennale in Venedig (1963, zusammen mit Harry Kramer).
Ramsbott starb 1991 im Alter von 56 Jahren und wurde im Familiengrab auf dem Kölner Friedhof Kalk beigesetzt.

## Filmografie
- 1956: Die Stadt (zusammen mit Harry Kramer)
- 1958: Defense 58-24 (zusammen mit Harry Kramer)
- 1962: Nam June Paik
- 1963: Sackgasse (zusammen mit Harry Kramer)
- 1965: Aufzeichnungen (zusammen mit Harry Kramer)
- 1965: Technische Universität Berlin
- 1965: Flowers ist sein Name (zusammen mit Peter Bergmann)
- 1966: Der weisse Hopfengarten (zusammen mit Renate von Mangoldt und Walter Höllerer)[2]
- 1966: Anfangszeiten
- 1968: Die Alexanderschlacht
- 1969: Das literarische Profil von Stockholm, (Literarische Profile europäischer Städte)
- 1969: Das literarische Profil von Rom, (Literarische Profile europäischer Städte)
- 1970: Das literarische Profil von London, (Literarische Profile europäischer Städte)
- 1971: Das literarische Profil von Berlin, (Literarische Profile europäischer Städte)
- 1972: E.T.A. Hoffmann 1776–1822
- 1975: Im Traum hinzugefügt – Kafka in Berlin
- 1980: Sylvie KUMAH IN JAMAIKA
- 1981: ITALO Calvino – Italien
- 1984: Beim letzten Ton des Zeitzeichens beginnt die Sommerzeit